# 凌安街道
凌安街道，是中华人民共和国辽宁省锦州市凌河区下辖的一个乡镇级行政单位。

## 行政区划
凌安街道下辖以下地区：
国和社区、安乐社区、牡丹社区、市场社区、凌安社区和安富社区。